# Chlorocypha wittei
Chlorocypha wittei – gatunek ważki z rodziny Chlorocyphidae.